# Anthalia bulbosa
Anthalia bulbosa är en tvåvingeart som först beskrevs av Axel Leonard Melander 1902.  Anthalia bulbosa ingår i släktet Anthalia och familjen puckeldansflugor. Inga underarter finns listade i Catalogue of Life.